# 斯尼亞滕區

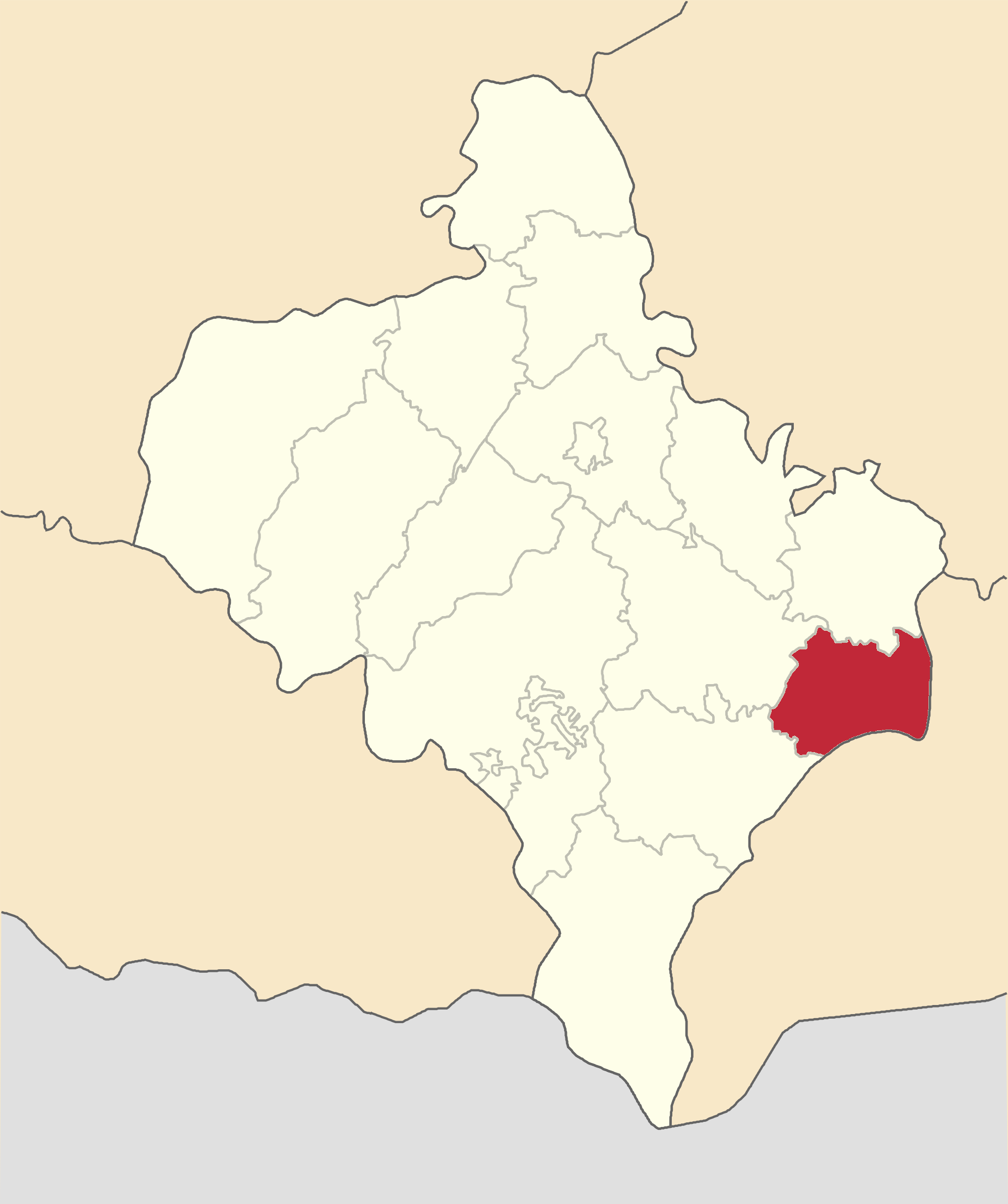

48°28′35″N 25°24′43″E / 48.47639°N 25.41194°E
斯尼亞滕區（烏克蘭語：Снятинський район），是烏克蘭的一個區，位於該國西部，由伊萬諾-弗蘭科夫斯克州負責管轄，首府設於斯尼亞滕，面積600平方公里，2015年人口65,761，人口密度每平方公里110.2人。